# Jan Morycz
Jan Morycz (ur. 1913, zm. 1943) – polski działacz ludowy, żołnierz Batalionów Chłopskich.

## Życiorys
Urodził się 8 kwietnia 1913 r. w Mietlu w rodzinie chłopskiej.  Po ukończeniu gimnazjum i zdaniu matury w 1934 r., odbył służbę wojskową w Szkole Podchorążych Rezerwy Piechoty w Kielcach. Wstąpił do Związku Młodzieży Wiejskiej  "Wici" a po wybuchu II wojny światowej do Batalionów Chłopskich przyjmując pseudonim "Sęk". W BCh pełnił wiele funkcji, to jest: szefa sztabu Powiatowej Komendy Batalionów Chłopskich, komendanta III rejonu BCh – Północ oraz zastępcy komendanta powiatowego BCh. 21 października 1943 r. na skutek donosu konfidenta, został aresztowany przez gestapo w swoim mieszkaniu w Busku-Zdroju. W  miesiąc później został rozstrzelany 25 lub 27 listopada 1943 r. w lesie obok Lisowa, w pobliżu drogi Kielce – Chmielnik.